# Балабан, Ибрагим
Ибрагим Балабан (тур. İbrahim Balaban, 1 января 1921 — 9 июня 2019) — турецкий художник-реалист.

## Биография
Родился в селении Сечкёй района Османгази провинции Бурса. После того, как Балабан окончил в школе первые три класса, родители запретили ему учиться дальше. Балабан, протестуя против этого решения, отказался работать. До 15 лет занимался самообучением.
В 1937 году Балабан был приговорён к шестимесячному тюремному заключению и штрафу по обвинению в выращивании марихуаны. Поскольку у него не было денег на выплату штрафа, тюремный срок был увеличен до трёх лет. В тюрьме Балабан чтобы заработать денег занимался стрижкой. Вскоре после освобождения из тюрьмы Балабан был осуждён повторно, на этот раз за убийство своего предполагаемого сообщника по первому делу, убитый также являлся соперником Балабана в борьбе за любовь его первой жены Фадиме. До 1947 года Балабан находился в тюрьме на острове Имралы. Затем он был переведён в тюрьму Бурсы. В 1950 году Ибрагим Балабан попал под амнистию и был освобождён. После переворота 1960 года полгода содержался в тюрьме за рисунки на политические темы.
У Балабана были два сына и дочь. Его старший сын Хасан Назым Балабан также стал художником.

## Творческая карьера
В детстве Балабан рисовал фигуры своих отца и деда за работой, крестьян на свадьбах и фестивалях, детей, а также скот. Он также запечатлел окружавшие его пейзажи — поля, сады, а также прочие сцены деревенской жизни.
Во время нахождения в тюрьме Бурсы познакомился с поэтом Назымом Хикметом, осуждённым по политическим причинам. Хикмет, занимавшийся в тюрьме рисованием, увидел в Балабане талант художника и отдал ему свои краски и кисти. Хикмет фактически стал наставником Балабана, помог ему сформировать свои идеи в области философии, социологии, экономике и политике. В письме Хикмета, адресованном писателю Кемалю Тахиру, он писал о Балабане, назвав его «моим крестьянином-художником» (тур. Köylü ressam). Всё время заключения Хикмет и Балабан были близки, их общение продолжилось и после освобождения.
После своего освобождения из тюрьмы в 1950 году Балабан два года жил в Стамбуле, там в 1953 году прошла его первая персональная выставка. В начале своей карьеры Балабан столкнулся с неприятием со стороны установившегося круга деятелей искусства, который состоял из людей, получивших профессиональное образование в этой сфере. Они полагали, что крестьянину с тремя классами образования нет места в искусстве. Тем не менее, у Балабана прошло более 50 выставок, на которых было представлено более двух тысяч его работ. Также он написал 11 книг.